# Henonia scoparia
Henonia es un género monotípico de  fanerógamas pertenecientes a la familia Amaranthaceae. Su única especie: Henonia scoparia, es originaria de Madagascar donde se distribuye por las provincias de Antananarivo, Fianarantsoa, Toamasina y Toliara.

## Taxonomía
Henonia scoparia fue descrita por   Alfred Moquin-Tandon y publicado en Prodromus Systematis Naturalis Regni Vegetabilis 13(2): 237. 1849.